# レーザースキャニング
レーザースキャニング（英: Laser scanning）は、可視または不可視のレーザービームの偏向を制御することである。スキャンされたレーザービームは、材料加工用の機械、レーザー彫刻機で使用されている。適用事例として、3Dレーザースキャナーが知られている。

## スキャニング技術

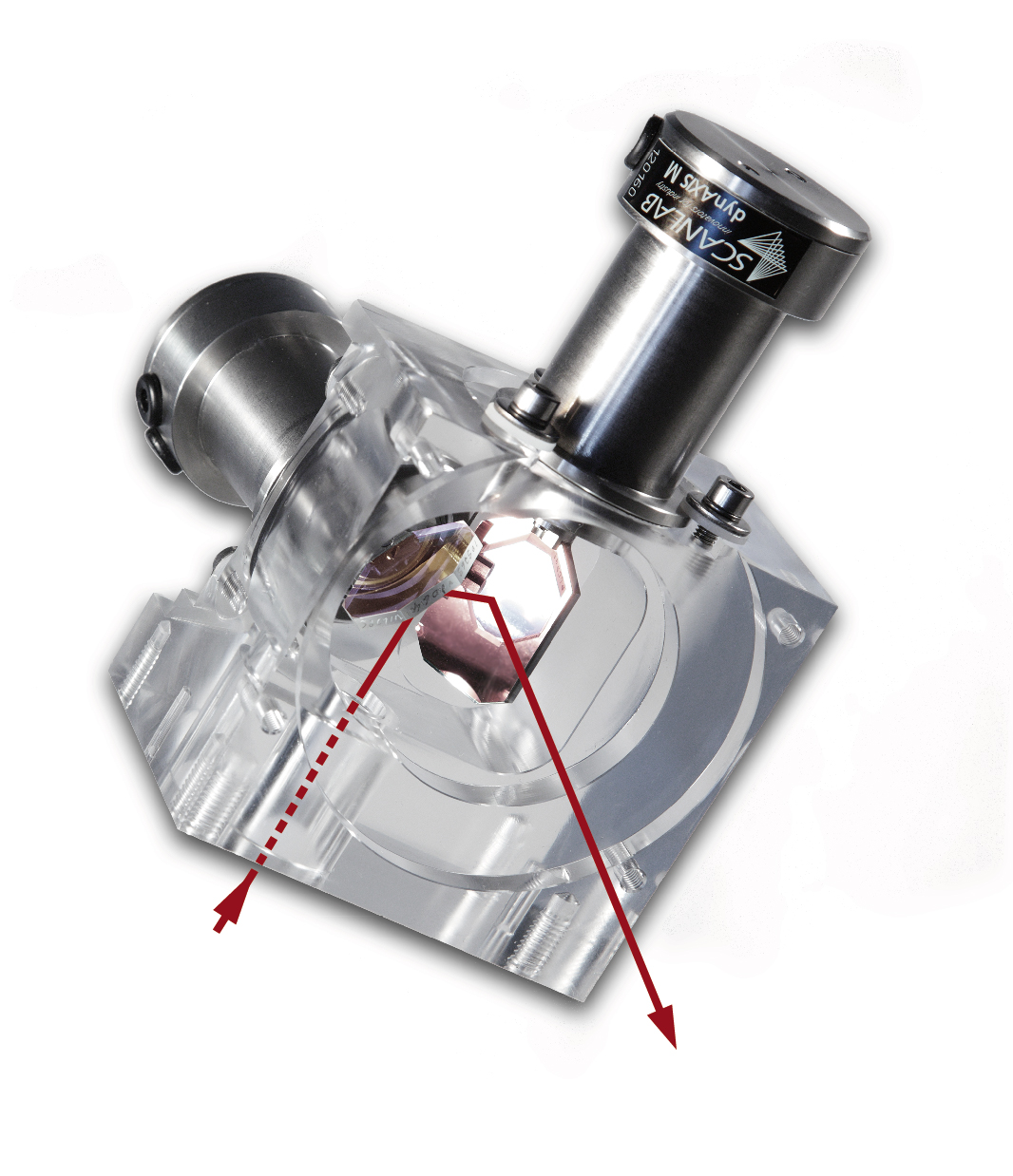
Scanlab AG の2つの検流計を備えたレーザースキャンモジュール。赤い矢印は、レーザービームのパスを示す。

レーザー発振器からのレーザーを鏡で反射させ、向きを変える。
ミラーユニットを、装置の位置制御と連動して、レーザーを3D空間に放つ。
放ったレーザーが、対象物で跳ね返ったレーザーを、鏡で反射させて、受光器で受光する。装置全体の位置制御値と、受光値を演算して、3D空間データを計算して記録する。
記録されたデータを元に、測定結果を画面又は印刷で出力し、評価する。

### 3Dオブジェクト・スキャニング

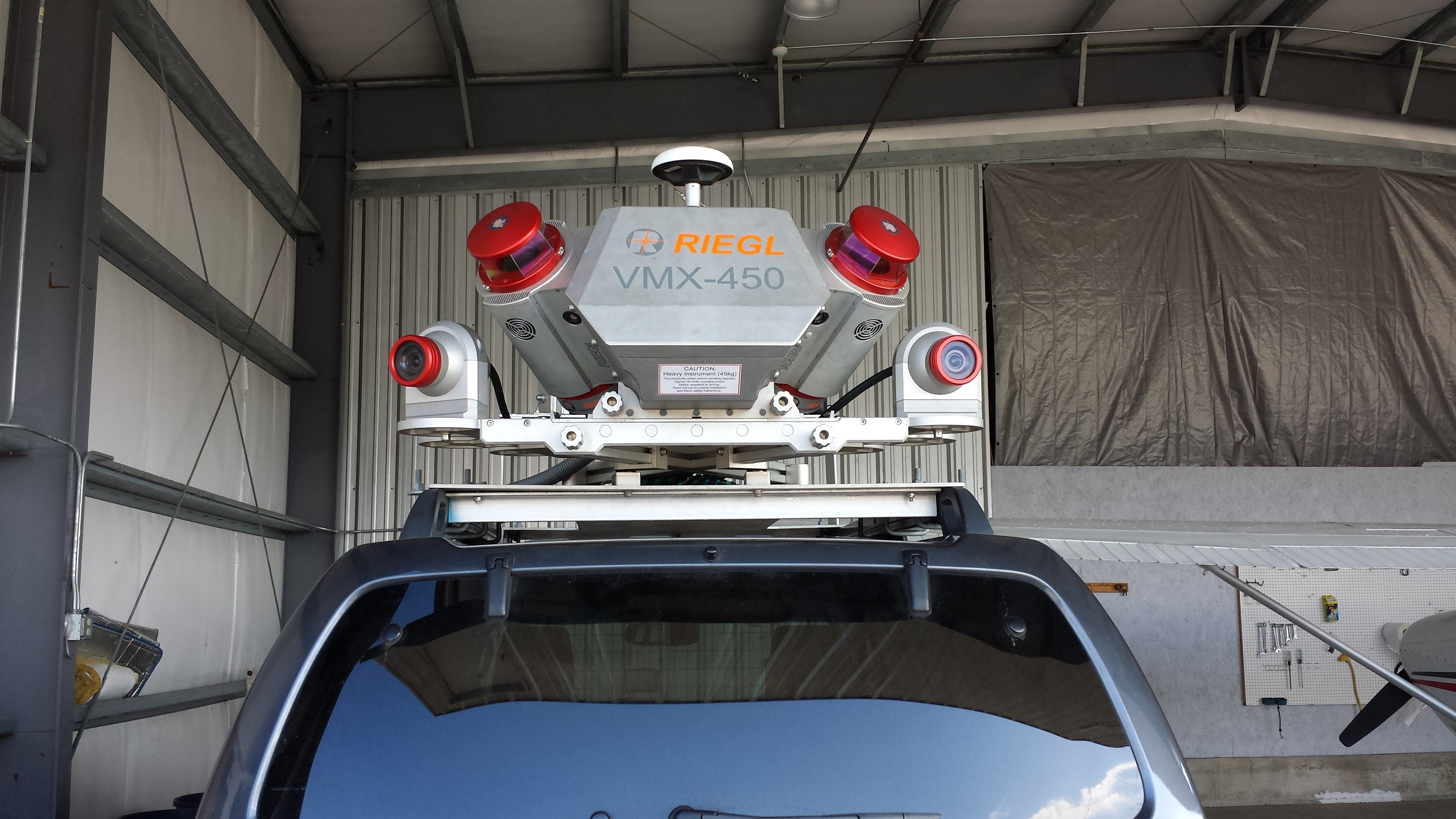
自動車に搭載された3Dデータ取得用の高速モバイルレーザースキャニングシステム。